# 量子ファイナンス
量子ファイナンス（りょうしファイナンス、英: quantum finance）とは、ファイナンスにおける問題を解決するため量子物理学者と経済学者によって発展した理論と方法を応用する学際的な研究領域である。経済物理学の支流にあたる。

## 金融商品の価格付けにおける背景
ファイナンスの理論は株式オプションの価格付けのような金融商品の価格付けにその基礎の多くを置いている。ファイナンスのコミュニティーが直面する多くのこのような問題で解析解は存在しない。結果として、これらの問題を解くための数値解法やコンピューターシミュレーションが多く生まれてきた。このような研究領域はコンピュテーショナル・ファイナンスとして知られている。多くのコンピュテーショナル・ファイナンスの問題は計算における複雑性の程度が高く、古典的なコンピューターでは解へ収束するのが遅い。特に、オプションプライシングにおいては、急速に変化する市場に対応するための結果として新たな複雑性が生じている。例えば、不正確に価格付けられた株式オプションから利益を得るためには、ほとんど連続的に変化する市場において次の変化が訪れる前に計算を終わらせなくてはならない。結果としてファイナンスのコミュニティーはオプションの価格付けにおいて表れる結果としてのパフォーマンスの問題を克服する方法を常に探している。このため、ファイナンスに他の計算方法をあてはめる研究が進められている。

## 量子ファイナンスにおける背景
このようなほかの計算方法の一つが量子コンピューティングである。まさに物理モデルが古典物理学から量子物理学へと発展したように、計算方法も古典的なものから量子的なものへ発展してきた。量子コンピュータは量子力学のシミュレーションにおいて、他のいくつかのアルゴリズム、例えば因数分解のためのショアのアルゴリズムや量子探索のためのグローバーのアルゴリズムのように、古典的なコンピューターより良い結果をもたらしてきた。これらはコンピュテーショナルファイナンスの問題を解くための研究を魅力的な領域としている。

### 量子連続モデル
多くの量子オプションプライシングの研究は典型的にはシュレーディンガー方程式のような連続方程式の観点から古典的なブラック–ショールズ–マートン方程式の量子化に焦点を当ててきた。HavenはChenと他の研究者の研究に基づき、しかしながら、シュレーディンガー方程式の観点から市場を考察している。Havenの業績の主要なメッセージはブラック–ショールズ–マートン方程式は、実は市場が効率的であると仮定した時のシュレーディンガー方程式の特別ケースであるということである。Havenが導いたシュレーディンガーに基いた方程式はパラメーター ħ （hの複素共役と混同しないように注意）を持ち、このパラメーターは無限には早くない価格の変化、無限には早くない情報の伝播、投資家間の富の分布を含む様々な要因の結果として市場に現れる裁定の量を表現している。Havenはこの値を適切に設定することにより、実際には市場は本当に効率的でないことから、より正確なオプション価格が導けると主張している。
これはなぜ量子オプションプライシングモデルが古典的なものより正確でありうるかという一つの理由である。Baaquieは多くの量子ファイナンスの学術論文を刊行し、それらの論文を含んだ本さえ書いている。Baaquieの研究やMataczなど他の研究の中心となるのはファインマンの経路積分である。
Baaquieは経路積分をいくつかのエキゾチック・オプションに適用し、解析的な結果を得ていて、彼の結果とブラック–ショールズ–マートン方程式の結果を比較すると両者はとても似ていることが分かっている。Piotrowski他はオプションの原資産となる株式の振る舞いに関するブラック–ショールズ–マートンの仮定を変えることで異なるアプローチを取っている。株式がウィーナー過程に従うという仮定の代わりに、彼らは株式がオルンシュタイン＝ウーレンベック過程に従うと仮定した。この新しい仮定の下で彼らはヨーロピアンコールオプションの公式はもちろん量子ファイナンスモデルを導出した。
ハル–ホワイト・モデルのような他のモデルにおいても利子率デリバティブなどの古典的な設定にたいして同じアプローチが用いられ成功している。KhrennikovはHavenや他の研究者の業績に基づき、さらにブラック–ショールズ–マートン方程式によって作られる市場効率性の仮定は不適切だろうという考えを支持している。この考えを補強する為にKhrennikovはファイナンスへの量子理論の適用に対する批判を克服するための方法として、contextual probabilityのフレームワークを基にしている。AccardiとBoukasは再びブラック–ショールズ–マートン方程式を量子化したが、この場合では、彼らはまた原資産の株式がブラウン運動とポアソン過程の両方を持つ場合を考慮している。

### 量子二項モデル
Chenは2001年に学術論文を刊行し、ここでは彼は量子二項オプションプライシングモデル、または量子二項モデルと単純に省略されるものを提示している。比喩的に述べれば、Chenの量子二項オプションプライシングモデル（以下では量子二項モデルとする）とは、ブラック–ショールズ–マートンモデルに対するコックス–ロス–ルービンシュタインの二項価格評価モデルのように、既存の量子ファイナンスモデルの結果を変えないまま離散化・単純化したものである。これらの単純化は関連理論を解析しやすくするだけでなく、コンピューターへの実装を容易にする。

### マルチステップ量子二項モデル
マルチステップモデルにおいて、量子価格付け公式は
```

  

    

      

        

          
C

          

            
0

          

          

            
N

          

        

        
=

        

          
t

          
r

        

        
[

        
(

        

          
⨂

          

            
j

            
=

            
1

          

          

            
N

          

        

        

          
ρ

          

            
j

          

        

        
)

        

          

            
[

            

              
S

              

                
N

              

            

            
−

            
K

            
]

          

          

            
+

          

        

        
]

      

    

    
{\displaystyle C_{0}^{N}=\mathrm {tr} [(\bigotimes _{j=1}^{N}\rho _{j}){[S_{N}-K]}^{+}]}

  

```

となり、これは以下のコックス–ロス–ルービンシュタインの二項価格評価モデルと同じである。
```

  

    

      

        

          
C

          

            
0

          

          

            
N

          

        

        
=

        
(

        
1

        
+

        
r

        

          
)

          

            
−

            
N

          

        

        

          
∑

          

            
n

            
=

            
0

          

          

            
N

          

        

        

          

            

              
N

              
!

            

            

              
n

              
!

              
(

              
N

              
−

              
n

              
)

              
!

            

          

        

        

          
q

          

            
n

          

        

        

          

            
(

            
1

            
−

            
q

            
)

          

          

            
N

            
−

            
n

          

        

        

          

            
[

            

              
S

              

                
0

              

            

            

              

                
(

                
1

                
+

                
b

                
)

              

              

                
n

              

            

            

              

                
(

                
1

                
+

                
a

                
)

              

              

                
N

                
−

                
n

              

            

            
−

            
K

            
]

          

          

            
+

          

        

      

    

    
{\displaystyle C_{0}^{N}=(1+r)^{-N}\sum _{n=0}^{N}{\frac {N!}{n!(N-n)!}}q^{n}{(1-q)}^{N-n}{[S_{0}{(1+b)}^{n}{(1+a)}^{N-n}-K]}^{+}}

  

```

これらから、古典的なマクスウェル–ボルツマン統計のように株式が振る舞うと仮定することで、量子二項モデルは実際古典的な二項モデルとは断絶する。
量子ボラティリティはMeyerにより与えられていて以下のようになる。
```

  

    

      

        
σ

        
=

        

          

            

              
ln

              
⁡

              

                
(

                
1

                
+

                

                  
x

                  

                    
0

                  

                

                
+

                

                  

                    

                      
x

                      

                        
1

                      

                      

                        
2

                      

                    

                    
+

                    

                      
x

                      

                        
2

                      

                      

                        
2

                      

                    

                    
+

                    

                      
x

                      

                        
3

                      

                      

                        
2

                      

                    

                  

                

                
)

              

            

            

              
1

              

                
/

              

              
t

            

          

        

      

    

    
{\displaystyle \sigma ={\frac {\ln {(1+x_{0}+{\sqrt {x_{1}^{2}+x_{2}^{2}+x_{3}^{2}}})}}{\sqrt {1/t}}}}

  

```

#### ボース–アインシュタインの仮定
マクスウェル–ボルツマン統計は量子的なボース–アインシュタイン統計に置き換えることができ、結果として以下のオプション価格付け公式が得られる。
```

  

    

      

        

          
C

          

            
0

          

          

            
N

          

        

        
=

        
(

        
1

        
+

        
r

        

          
)

          

            
−

            
N

          

        

        

          
∑

          

            
n

            
=

            
0

          

          

            
N

          

        

        

          
(

          

            

              

                

                  
q

                  

                    
n

                  

                

                

                  

                    
(

                    
1

                    
−

                    
q

                    
)

                  

                  

                    
N

                    
−

                    
n

                  

                

              

              

                

                  
∑

                  

                    
k

                    
=

                    
0

                  

                  

                    
N

                  

                

                

                  
q

                  

                    
k

                  

                

                

                  

                    
(

                    
1

                    
−

                    
q

                    
)

                  

                  

                    
N

                    
−

                    
k

                  

                

              

            

          

          
)

        

        

          

            
[

            

              
S

              

                
0

              

            

            

              

                
(

                
1

                
+

                
b

                
)

              

              

                
n

              

            

            

              

                
(

                
1

                
+

                
a

                
)

              

              

                
N

                
−

                
n

              

            

            
−

            
K

            
]

          

          

            
+

          

        

      

    

    
{\displaystyle C_{0}^{N}=(1+r)^{-N}\sum _{n=0}^{N}\left({\frac {q^{n}{(1-q)}^{N-n}}{\sum _{k=0}^{N}q^{k}{(1-q)}^{N-k}}}\right){[S_{0}{(1+b)}^{n}{(1+a)}^{N-n}-K]}^{+}}

  

```

ボース–アインシュタイン方程式はある状況においてコックス–ロス–ルービンシュタインのオプション価格付け公式とは全く異なるオプション価格を生み出す。その理由は株式を古典的な粒子の代わりに量子的なボソン粒子として取り扱うからである。